# Frederick (Colorado)
Frederick es un pueblo ubicado en el condado de Weld en el estado estadounidense de Colorado. En el Censo de 2010 tenía una población de 8.679 habitantes y una densidad poblacional de 246,85 personas por km².

## Geografía
Frederick se encuentra ubicado en las coordenadas 40°6′34″N 104°57′55″O / 40.10944, -104.96528. Según la Oficina del Censo de los Estados Unidos, Frederick tiene una superficie total de 35.16 km², de la cual 34.81 km² corresponden a tierra firme y (0.98%) 0.34 km² es agua.

## Demografía
Según el censo de 2010, había 8.679 personas residiendo en Frederick. La densidad de población era de 246,85 hab./km². De los 8.679 habitantes, Frederick estaba compuesto por el 89.26% blancos, el 0.54% eran afroamericanos, el 0.39% eran amerindios, el 2.09% eran asiáticos, el 0.01% eran isleños del Pacífico, el 4.59% eran de otras razas y el 3.12% pertenecían a dos o más razas. Del total de la población el 14.08% eran hispanos o latinos de cualquier raza.